# Сардана

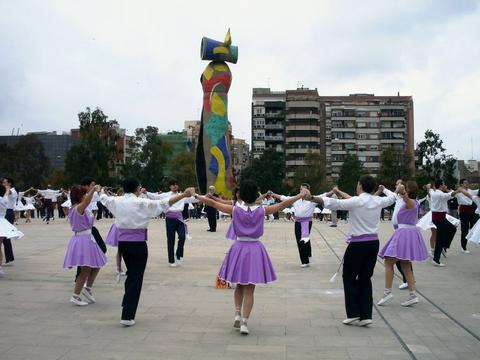
Танцюристи сардани в Барселоні

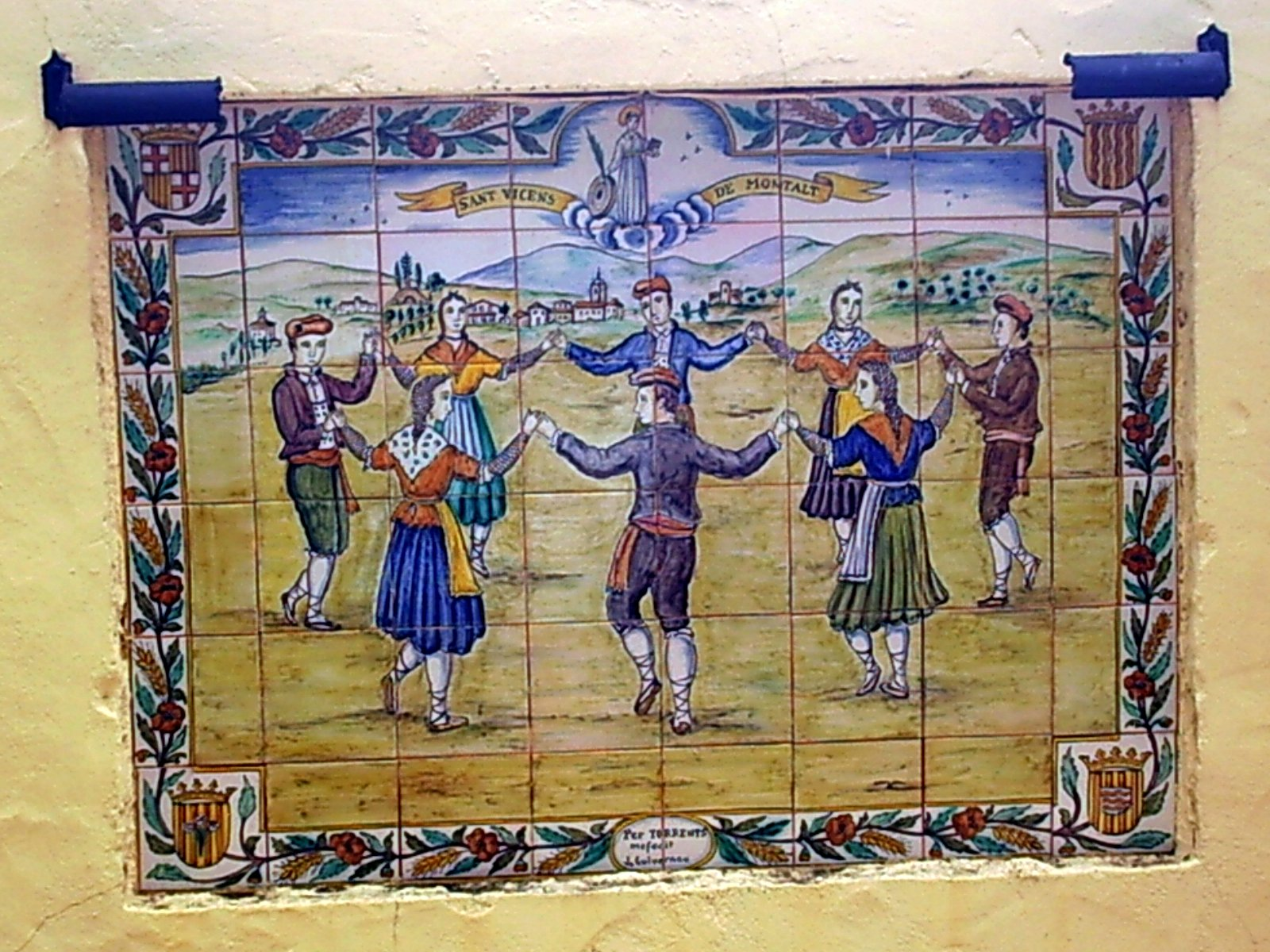
Зображення сардани на традиційних керамічних кахлях з Сан-Бісенс-да-Мунтал, кумарка Марезма

Сард́ана (кат. sardana) — національний танок каталонців.
Сам танок має характер хороводу — його учасники стають у велике коло і, взявшись за руки, під музику здійснюють певні рухи. Кількість учасників у танці необмежена. Сардана має музичний розмір — 6/8. 
Сардану часто танцюють прямо на площах під музику каталонських національних оркестрів кобла або "урќестра" (кат. cobla, orquestra). 
Сардана уособлює національний дух каталонців, символізує їхню єдність. У роки диктатури Франко сардана була офіційно заборонена. Цей танок ще називали «танцем протесту», адже його виконували і виконують не професійні танцюристи, а простий народ, і не на сцені, а на площах і в людних місцях.
Немає точної дати і місця появи сардани, але відомо, що танок став популярним з XVI століття. В Каталонії і Північній Каталонії налічується близько 130 оркестрів кобли, в основному аматорських. За межами Каталонії відомий лише один оркестр кобли, в Амстердамі (Нідерланди) — Cobla La Principal d'Amsterdam.
Цікаво те, що зазвичай учасники перед виконанням танцю складають свої речі у центр кола, а потім пильно дивляться на них. Це робиться для того, щоб уникнути кишенькових крадіжок.
Зараз поширені, в основному, два типи цього танцю: історичний оригінальний стиль — коротка сардана (кат. sardana curta) і популярніший сучасний стиль — довга сардана (кат. sardana llarga).

## Типи сардани
Існує понад 25 тисяч мелодій сардани. Найпоширенішими є дві: 
л'Ампурда́ (кат. L'Empordà) — у ній в алегоричній формі розповідається про кохання русалки, що жила на узбережжі Середземного моря Коста-Брава та пастуха з Пірінеїв. Слова цієї сардани були написані в 1908 році поетом Жу́аном Мараґа́лєм (кат. Joan Maragall) на музику композитора Анрі́ком Муре́рою (кат. Enric Morera).
Ла Са́нта Аспі́на (кат. La Santa Espina) — є патріотичним гімном каталонців. Ця сардана була заборонена протягом правління Пріма де Рівери та Франко. Текст написав А́нжел Ґімера́ (кат. Àngel Guimerà), музику — Анрік Мурера.
Ви можете побачити виконання сардани:
і скачати та прослухати окремі зразки мелодій, під які виконують танець:
- Ла Санта Аспіна / La Santa Espina (mp3)
- Ла Сардана да лас Монжас / La Sardana de Les Monges (mp3)
- Льябантіна / Llevantina[недоступне посилання з липня 2019] (mp3)